# Şevval İlayda Tarhan
Şevval İlayda Tarhan (Ancara, 4 de fevereiro de 2000) é uma atiradora esportiva turca.

## Carreira
Tarhan começou sua carreira de tiro esportivo quando incentivada por sua mãe. Na infância, ela se interessou por armas de fogo e uniformes e sonhava em se tornar uma policial ou carreira militar, a primeira em sua família. Ela compete no evento de pistola de ar 10 m desde 2015. Ela é membro do Ankara Ottoman Shooting Club.
No Campeonato Mundial de Tiro ISSF de 2018 em Changwon, Coreia do Sul, ela estabeleceu um novo recorde nacional júnior com 237,9 pontos e ganhou a medalha de ouro como júnior. No Campeonato Europeu de Eventos de 10 m de 2019 em Osijek, Croácia, Tarhan estabeleceu um novo recorde europeu júnior na prova de pistola de ar de 10 m e levou a medalha de ouro na categoria júnior. Na etapa de Suhl, Alemanha, da Copa do Mundo Júnior ISSF de 2019, ela conquistou a medalha de ouro.
Ela conquistou a medalha de bronze no evento de equipe mista com Yusuf Dikeç na etapa de Baku, Azerbaijão, da Copa do Mundo ISSF de 2022. Nos Jogos do Mediterrâneo de 2022 em Oran, Argélia, ela ficou em quarto lugar. No Campeonato Europeu de Eventos de 10 m de 2022 em Hamar, Noruega, ela e suas companheiras de equipe Elif Beyza Aşık e Seher Tokmak estabeleceram um novo recorde europeu de equipe feminina em 10 m com 861 pontos. Ela recebeu a medalha de bronze no evento de equipe mista do Campeonato Europeu de Eventos de 10 m de 2023 em Tallinn, Estônia. No Campeonato Mundial de Tiro ISSF de 2023 em Baku, Azerbaijão, ela levou a medalha de prata no evento de equipe mista com seu companheiro de equipe Yusuf Dikeç. Nos Jogos Europeus de 2023 em Wrocław, Polônia, ela se classificou para a partida de classificação, mas não conseguiu ganhar uma medalha. Ela competiu também no evento de pistola de ar de 25 m da mesma competição, sem sucesso.
Nos Jogos Olímpicos de Verão de 2024, em Paris, conquistou a medalha de prata na competição da pistola de ar 10 m misto por equipes, ao lado de Yusuf Dikeç.